# هارون يونغ
هارون يونغ (بالإنجليزية: Aaron Young)‏ هو فنان أمريكي، ولد في 1972 في سان فرانسيسكو في الولايات المتحدة.